# Ourapteryx javana
Ourapteryx javana là một loài bướm đêm trong họ Geometridae.